# 松本エンギザ
松本エンギザ（まつもとエンギザ）は、長野県松本市大手4丁目9-21にあった映画館。経営は平形興行株式会社。閉館時には5スクリーンを有していた。

## 歴史
1889年（明治22年）、松前屋玉五郎により設立された寄席「松玉亭」が前身で、1913年（大正2年）に赤羽幸重が買収して芝居小屋「大正座」と改称。その後1916年（大正5年）に大池米作が買収したのを機に「演伎座」に改めて活動写真も上映するようになり、1921年（大正10年）に映画館に完全転換した。後に塩尻東座の経営者となる合木茂夫は、塩尻東座に赴任する前にエンギザに勤めていたことがある。
日本の映画館数がピークに達した1960年（昭和35年）11月中旬、隣接地に鉄筋コンクリート造3階建てのビルを建てて、東宝系の「演伎座東宝」・日活系の「演伎座日活」の2館体制となった。やがて日活がロマンポルノ路線に舵を切ると、館名も「エンギザ」に統一し番組編成をフリー化していくようになる。
1997年（平成9年）11月18日、2館を有する鉄筋コンクリート造4階建てのビルに建て替えた。1階と2階には飲食店が入り、3階に2スクリーンの映画館が入った。映画館の建て替え直前に上映した『もののけ姫』（宮崎駿監督）の大ヒットによる影響により、近くにある広場を埋め尽くすほどの行列が発生し、近隣の店舗から苦情があったため、同時期に入れ替え制を導入した。
2000年（平成12年）には松本市郊外の東筑摩郡山形村にシネマコンプレックスのアイシティシネマが開館した。2008年（平成20年）には松本市中心市街地にあった松本テアトル銀映が閉館し、郊外にシネコンのシネマライツ8が開館した。2001年（平成13年）3月期時点で松本エンギザを経営する平形興行の売上高は約2億7500万円だったが、このように競合相手が増えた結果、2009年（平成21年）3月期には約2億円にまで落ち込んだ。
2010年（平成22年）6月27日、松本エンギザは突如として営業を終了し、平形興行は6月28日付で事業を停止して自己破産申請の準備に入った。これにより寄席時代から通算して121年間の歴史に幕を下ろした。2014年（平成26年）12月には松本エンギザの跡地にマンションのプレシス松本城公園が竣工している。
なお松本市内では、2004年（平成16年）に松本中劇と松本東宝セントラルが、2008年（平成20年）に松本テアトル銀映と上土シネマが閉館している。中心市街地の老舗映画館が相次いで姿を消し、松本エンギザの閉館によって中心市街地から映画館がなくなった。7年以上経った2017年（平成29年）9月21日、イオンモール松本にシネコンのイオンシネマ松本が開館し、中心市街地に映画館が復活している。

## 基本情報
- 所在地：長野県松本市大手4丁目9-21
アルピコ交通バス「大名町」停留所から徒歩約3分、「東町」（国道143号沿い）停留所から徒歩約3分。
- 運営：平形興行株式会社
  - 代表：平形芳朗[9]、支配人：平形友宏[8]（いずれも2010年時点）

## スクリーン
| スクリーン | 座席数 |
| ---------- | ------ |
| シアター1  | 130    |
| シアター2  | 100    |
| シアター3  | 90     |
| シアター4  | 180    |
| シアター5  | 115    |
音響は DTS・SRD（『シアター4』のみDTS・SRD・SRD-EX）